# Klepacze (sielsowiet Mokre)
Klepacze (biał. Клепачы; ros. Клепачи) – agromiasteczko na Białorusi, w obwodzie brzeskim, w rejonie prużańskim, w sielsowiecie Mokre, przy Puszczy Białowieskiej.
Znajduje tu się lądowisko Klepacze.
W dwudziestoleciu międzywojennym leżały w Polsce, w województwie poleskim, w powiecie prużańskim.